# Фомичино
Фомичино — деревня в Бежаницком районе Псковской области России. Входит в состав сельского поселения Чихачёвское.

## География
Деревня находится в восточной части Псковской области, в пределах Бежаницкой возвышенности, на левом берегу реки Уды, на расстоянии примерно 30 километров (по прямой) к северо-востоку от посёлка городского типа Бежаницы, административного центра района. Абсолютная высота — 95 метров над уровнем моря.

### Климат
Климат характеризуется как переходный между типично морским и континентальным с повышенной влажностью.

### Часовой пояс
Деревня Фомичино, как и вся Псковская область, находится в часовой зоне МСК (московское время). Смещение применяемого времени относительно UTC составляет +3:00.

## История
До 2005 года населённый пункт входил в состав ныне упразднённой Соколовской волости. С 2005 по 2015 годы — в состав Добрывичской волости.

## Население
| 2001 | 2002 | 2010 |
| ---- | ---- | ---- |
| 4    | ↘2   | ↘0   |

Согласно результатам переписи 2002 года, в национальной структуре населения русские составляли 100 %.